# Локадия, Юрген
Юрген Леонардо Локадия (нидерл. Jürgen Leonardo Locadia; род. 7 ноября 1993, Эммен, Дренте) — нидерландский и кюрасавский футболист, нападающий, игрок национальной сборной Кюрасао.

## Клубная карьера
Локадия родился в семье выходцев с Кюрасао в городе Эммен. Свою карьеру он начал в футбольной школе клуба «Баргерес». В 2001 году он был приглашён в юношескую команду местного футбольного клуба «Эммен». После этого Юрген полгода выступал за любительский клуб РКСВ «Сарто», часть сезона 2009/10 за команду юношей «Валвейка». В 2010 году он был приглашён в юношескую команду ПСВ, с которой подписал свой первый профессиональный контракт до 2012 года.
21 сентября 2011 года в матче Кубка Нидерландов против ВВСБ, Локадия дебютировал за основную команду ПСВ, на 71-й минуте заменив Тима Матавжа. В этом же поединке он забил свой первый гол за ПСВ. 30 сентября в своем дебютном поединке в Эредивизи против ВВВ-Венло Юрген сделал хет-трик. Последний раз новичок забивал три гола в одном матче 1969 году, это сделал Харальд Берг в дебютной встрече за АДО Ден Хааг против «Твенте».
5 октября 2012 года контракт с Локадией был пересмотрен и продлён на улучшенных условиях до 2017 года. 27 февраля 2013 года в матче Кубка Нидерландов против «Зволле» Локадия сделал хет-трик и помог своей команде добиться крупной победы. В 2015 году Юрген выиграл чемпионат и стал обладателем Суперкубка Нидерландов в составе ПСВ. 3 ноября в матче Лиги чемпионов против немецкого «Вольфсбурга» Локадия забил гол. 24 сентября 2017 года в матче против Утрехта он сделал покер.
19 января 2018 года Локадия перешёл в клуб английский «Брайтон энд Хоув Альбион», подписав контракт до лета 2022 года. 24 февраля в матче против «Суонси Сити» он дебютировал в английской Премьер-лиге. В этом же поединке Юрген забил свой первый гол за «Брайтон энд Хоув Альбион».
Летом 2019 года Локадия на правах аренды присоединился к немецкому «Хоффенхайму». 31 августа в матче против «Байер 04» он дебютировал в Бундеслиге. 26 октября в поединке против берлинской «Герты» Юрген забил свой первый гол за «Хоффенхайм».
3 февраля 2020 года Локадия уехал в аренду в США, присоединившись к клубу MLS «Цинциннати» в качестве назначенного игрока сроком до 5 июля с опцией выкупа. За «Цинциннати» дебютировал 1 марта в матче стартового тура сезона 2020 против «Нью-Йорк Ред Буллз», забив гол. 19 июня американский клуб продлил аренду игрока на один год, до 30 июня 2021 года. Летом 2021 года Локадия вернулся в «Брайтон», после того как «Цинциннати» не стал продлевать аренду или выкупать его. Клуб решил не продлевать контракт с игроком, поэтому зимой 2022 игрок стал свободным агентом. 6 января 2022 Локадия подписал полугодовое соглашение с «Бохумом». 15 января в матче против «Майнц 05» он дебютировал за новую команду. 12 февраля в поединке против мюнхенской «Баварии» Юрген забил свой первый гол за «Бохум».
Летом 2022 года Локадия подписал контракт на 1 год с иранским Персеполисом. 26 августа в матче против «Алюминиум Арак» он дебютировал в чемпионате Ирана. 31 августа в поединке против «Санат Нафт» Юрген забил свой первый гол за «Персеполис». В 2023 году Лоакдия присоединился к китайскому «Цанчжоу Майти Лайонс». 16 апреля в матче против «Тяньцзинь Цзиньмэнь Тайгер» он дебютировал в китайской Суперлиге. В этом же поединке Юрген забил свой первый гол за «Цанчжоу Майти Лайонс».
В 2024 году Локадия перешёл в испанский «Аморебьета». 11 марта в матче против «Леганеса» он дебютировал в Сегунде. Летом того же года Локадия присоединился к клубу «Интерсити». 24 августа в матче против дублёров «Бетиса» он дебютировал в Первом дивизионе Испании. В этом же поединке Юрген забил свой первый гол за «Интерсити».

## Международная карьера
С 2009 года тренеры молодёжных сборных Нидерландов начали привлекать Локадию к играм за национальную команду различных возрастов. В 2023 году игрок принял решение выступать за Кюрасао. 13 июня в товарищеском матче против сборной Пуэрто-Рико он дебютировал за сборную Кюрасао. 17 июня в отборочном поединке Золотого кубка КОНКАКАФ 2023 против сборной Сент-Китса и Невиса Юрген забил свой первый гол за национальную команду.
В 2025 году Локадия принял участие в Золотом кубке КОНКАКАФ. На турнире он сыграл в матчах против сборных Сальвадора, Канады и Гондураса.

### Голы за сборную Кюрасао
| #  | Дата         | Место                             | Противник         | Счёт | Результат | Соревнование                             |
| -- | ------------ | --------------------------------- | ----------------- | ---- | --------- | ---------------------------------------- |
| 1. | 17 июня 2023 | Чейз Стэдиум, Форт-Лодердейл, США | Сент-Китс и Невис | 1:1  | 1:1       | Золотой кубок КОНКАКАФ 2023 квалификация |

## Достижения
Клубные
 ПСВ
- Чемпион Нидерландов (2): 2014/15, 2015/16
- Обладатель Кубка Нидерландов: 2011/12
- Обладатель Суперкубка Нидерландов (3): 2012, 2015, 2016

## Клубная статистика
| Клуб             | Сезон            | Лига | Лига | Кубок | Кубок | Суперкубок Нидерландов | Суперкубок Нидерландов | Еврокубки | Еврокубки | Итого | Итого |
| Клуб             | Сезон            | Игры | Голы | Игры  | Голы  | Игры                   | Голы                   | Игры      | Голы      | Игры  | Голы  |
| ---------------- | ---------------- | ---- | ---- | ----- | ----- | ---------------------- | ---------------------- | --------- | --------- | ----- | ----- |
| ПСВ              | 2011/12          | 0    | 0    | 2     | 1     |                        |                        | 0         | 0         | 2     | 1     |
| ПСВ              | 2012/13          | 15   | 6    | 5     | 5     | 0                      | 0                      | 2         | 0         | 22    | 11    |
| ПСВ              | 2013/14          | 31   | 13   | 2     | 3     |                        |                        | 8         | 1         | 41    | 17    |
| ПСВ              | 2014/15          | 23   | 6    | 3     | 2     |                        |                        | 10        | 1         | 36    | 9     |
| ПСВ              | 2015/16          | 29   | 8    | 4     | 3     | 1                      | 0                      | 8         | 1         | 42    | 12    |
| ПСВ              | Итого            | 98   | 33   | 16    | 14    | 1                      | 0                      | 28        | 3         | 143   | 50    |
| Всего за карьеру | Всего за карьеру | 98   | 33   | 16    | 14    | 1                      | 0                      | 28        | 3         | 143   | 50    |